# 김익현
김익현(한국 한자: 金益現, 1989년 4월 30일 ~ )은 대한민국의 축구 선수이며 포지션은 미드필더이다.

## 축구인 경력

### 선수 경력
2009년 부산 아이파크에 입단하여 첫 시즌 정규 리그 2경기에 출전하였다. 2014 시즌 종료 후 팀을 떠났으나 2015년 7월 다시 복귀하였다.
시즌종료후 팀을 떠났다.